# 盧坵
盧坵（朝鮮語: 노구）は、朝鮮氏族の長淵盧氏の始祖である。
父親は中国唐の翰林学士を務めていた時に新羅に派遣された盧穂である。その盧穂の4番目の息子として生まれ、その後長淵伯に封じられた。